# Gastronomía de Baden

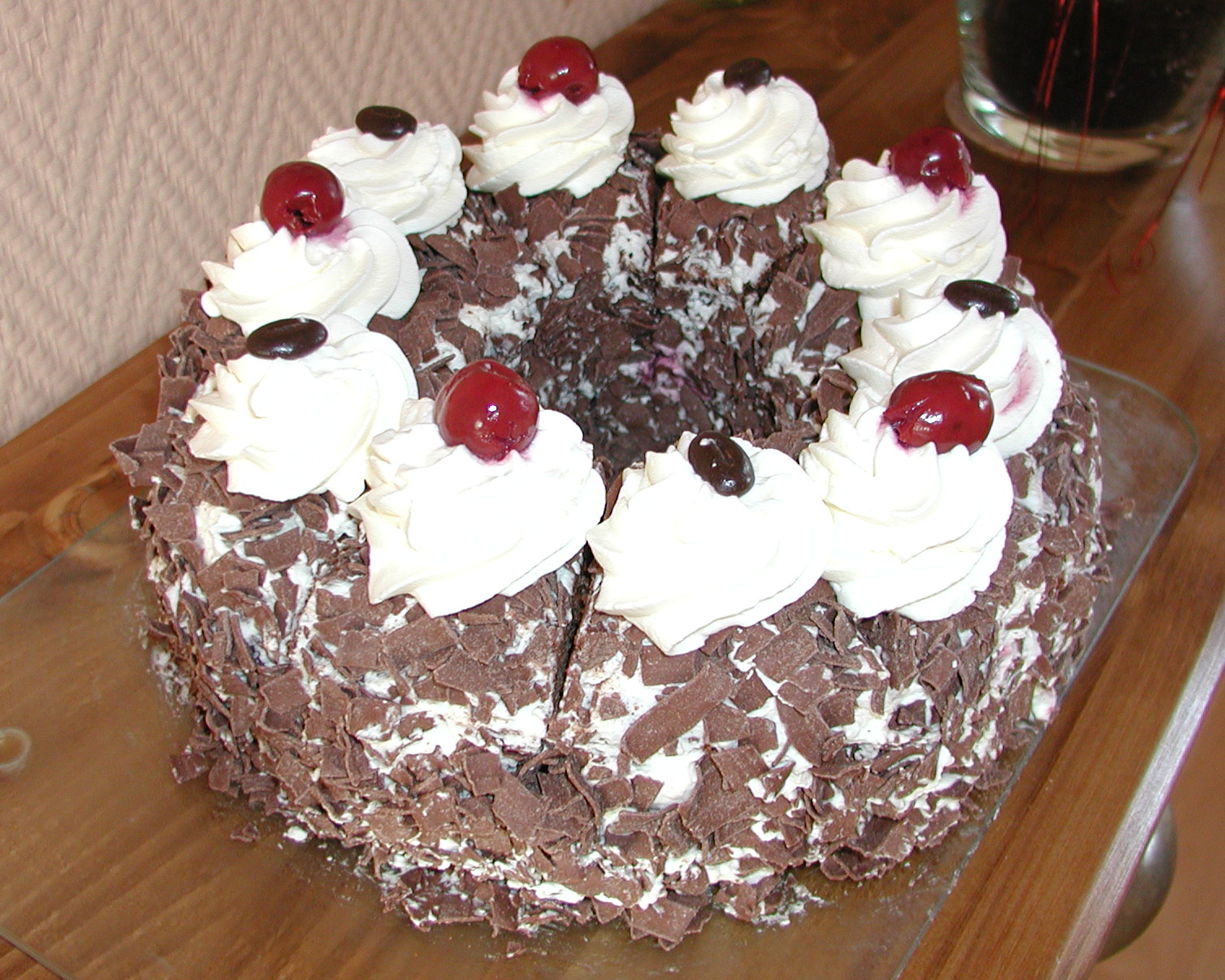
Un representante mundial de la cocina de Baden es la deliciosa Schwarzwälder Kirschtorte conocida como la Tarta de la Selva Negra o Pastel de la Selva Negra.

La gastronomía de Baden corresponde a las costumbres y gustos culinarios de la comarca de Baden (Alemania) con un clima suave camino del Mediterráneo, que le permite el cultivo de vino. Es una de las 13 comarcas productoras de vino alemán, en lo que se denomina Región vinícola de Baden. La cercanía con Francia y Suiza hace que tenga algunas influencias de la cocina francesa y suiza y esto ha dado por resultado que la gastronomía de esta comarca sea un poco más ligera que la media de la cocina alemana. 

## Platos
Existen diversas especialidades de la región debido a la densidad forestal de la Selva Negra y a la abundancia de carne de caza; en algunos platos es de precepto venado, jabalí, etcétera. Famoso dentro de esta área es el jamón de la Selva Negra. 

### Aperitivos
La Badische Schneckensuppe (o sopa de caracoles de Baden), la Nüssli-Salat (ensalada campera con Kracherli).

### Platos principales
Rehrücken Baden-Baden. Es muy conocido un plato de pasta de patata denominado Schupfnudeln (en el dialecto de la región "Buebespitzli") muy probado en las fiestas de los viñadores, Sulz. En el terreno del pescado se suelen tomar platos con Egli, Schäufele, Chnöpfli, Kartoffelsalat de Baden.

### Dulces
Chirsiblotzer, Badischi Schärbe, Süessi Platte, Strübli.

### Pasteles y bollos
La torta Wähe (Blechkuchen), elaborada con diferentes acompañamientos como fresas, manzanas, melocotón, con un poco de tocino, nata o cebollas, lo que da una nota salada.  
La más famosa internacionalmente es la Tarta de la Selva Negra, aunque también se aprecian Knauzen, Schenkeli, Brunsli, Linzertorte, Mailandertorte, Gusstorte, Strübli, etc.

## Especialidades
Landjäger, Brezeln, Ziger.